# Битва при Чашниках (1564)
Битва при Чашниках или Битва на Улле — эпизод Ливонской войны (русско-литовской войны 1561—1570 годов), в котором войско Великого княжества Литовского одержало победу над одним из двух корпусов русского войска, наступавшего вглубь государства.

## Начало кампании 1564 года
После взятия Полоцка в 1563 году Иван Грозный планировал расширить свои завоевания в Литве. Для этого он усилил корпус Петра Шуйского, которого и теперь назначил главным воеводой, прислав ему в помощь несколько отрядов из разных городов. С этим войском Шуйский выступил из Полоцка, чтобы соединиться под Оршей с князьями Серебряными-Оболенскими, которые вели к нему другое войско и невооружённых новобранцев из Смоленска. Шуйский вёз с собой тяжёлый обоз с орудиями, а также вооружением для новобранцев князя Серебряного. 26 января 1564 года на пути к Орше, близ местечка Чашники, Николай Радзивилл во главе литовского отряда преградил путь войску Шуйского. Всего в обоих русских войсках было 20-25 тысяч человек.

## Ход битвы
Появление крупных литовских сил оказалось полной неожиданностью для армии Петра Ивановича Шуйского, рассчитывавшей встретить в этих краях лишь незначительные отряды противника, застигло её врасплох, на марше или в ходе приготовлений к ночлегу. Русское войско не успело построиться в боевой порядок, воины были без доспехов, их защитное и наступательное вооружение находилось в обозе. По замечанию московского летописца, армия князя допустила нарушение, двигаясь «не по государскому наказу и не бережно», и в ходе нападения не успела построиться для обороны. Несмотря на крайнюю уязвимость, она всё же оказала заметное сопротивление, но не смогла остановить натиск противника и была опрокинута внезапной атакой.
Схожая картина боя приведена в труде Карамзина, который писал, что Пётр Шуйский пренебрёг мерами предосторожности и не выслал вперёд наблюдения. Войско двигалось в походном порядке, всё оружие и доспехи были на санях, «никто не думал о неприятеле». Будучи застигнутыми врасплох, войско не успело ни вооружиться, ни построиться в боевые порядки. Не имея возможности сопротивляться, оно было разбито и бежало.
Литовские источники сообщают о том, что Шуйский, будучи предупреждён разведкой о приближении противника, всё же приготовился к сражению. Литовцы же редкими и смешанными рядами стали выводить своих воинов по узким тропинкам, обросшим кустарником. Заметив это, русские, «воспылав варварскою гордостию и презрев малочисленность Литовцев», отступили назад и дали им место и время приготовиться к битве. При этом сообщается, что русские не тотчас бежали, а битва продолжалась около двух часов, так что те и другие отступали попеременно.
В результате неожиданного и масштабного нападения полки Шуйского были рассеяны и вытеснены с поля боя, а также потеряли обоз, предназначенный для смоленского отряда князя В. С. Серебряного. Их потери составили от 150 до 700 человек; первое число, однако, считается неполным, а цифры русских потерь, сообщаемые в победных литовских реляциях, — чрезмерно преувеличенными. В числе погибших оказался сам князь Шуйский. По одной из версий, после отступления с поля боя он остановился в одной из деревень, где был убит грабителями из числа местных крестьян. Его тело было перевезено в Вильну и похоронено там со всеми почестями. В «Синодике по убиенных во брани» (вт. п. XVII в.) записано: «На реце на Уле в селе в-Ыванцове храбрьствовавшему и по благочестии поборавшему благоверному князю Петру Ивановичю Шуйскому, нарицаемому Гурию, скончавшемуся за православную веру от литвы, веч(ная) память».

## Последствия
Битва не имела стратегического значения и не оказала практически никакого влияния на ход пограничной русско-литовской войны, складывавшейся для литовской стороны не лучшим образом. Литва не смогла ни восстановить контроль над Полоцком, ни предотвратить дальнейшие наступательные действия России. В январе-феврале 1564 года русские армии многократно и успешно атаковали литовцев, доходя до самого Виленского рубежа и Березины.
Идущий на соединение с Шуйским князь Василий Серебряный, узнав о его поражении, был вынужден повернуть назад, к Смоленску, однако успел повоевать литовские земли и захватить пленных, нанеся противнику значительный урон. Как выразился летописец, войска его «…в Литовской земле войну роспустили и Литовские места воевали Дубровинские, Оршанские, Дручские, Березынские, Копосские, Шкловские, Могылевские, Радомльские, Мстиславские, Кричевские и королевские села и деревни жгли и в посылках во многых заставы Литовских людей побивали и языки имали и в полон многых людей и з животы поимали».
На протяжении 1564 года литовские и русские войска ещё не раз тревожили приграничные земли взаимными походами. Трёхнедельная осада Полоцка литовцами окончилась безрезультатно, в ответ русские взяли Озерище.
Литовская сторона, стремясь реабилитироваться за Полоцк, впоследствии возвеличила битву под Чашниками до уровня реванша. В целом, после битвы под Чашниками война перешла в фазу многочисленных, но не очень масштабных столкновений.